# Generator znaków
Generator znaków (ang. character generator) – program lub urządzenie tworzące wzorce wyświetlanych znaków.
W tekstowym trybie pracy karty graficznej rolę generatora znaków pełni najczęściej układ graficzny karty, pobierający dane z pamięci stałej (ROM) lub pamięci o dostępie swobodnym (RAM) zawierającej definicje znaków – w drugim przypadku istnieje możliwość modyfikacji poszczególnych czcionek. W graficznym trybie pracy rolę generatora znaków (dokładniej: rasteryzatora znaków) przejmuje fragment systemu operacyjnego.